# Violette Mouchon
Violette Mouchon, née le 31 mars 1893 à Paris et morte le 2 juillet 1985 à La Force, est une militante sociale française, engagée dans les mouvements protestants, en particulier le scoutisme féminin et la Cimade.

## Biographie
Violette Édith Louise Mouchon grandit dans la bourgeoisie versaillaise protestante. Son père, Émile Mouchon, est lieutenant d’artillerie à sa naissance ; sa mère, Hélène Mouchon née Chantrel, est au foyer.
Dans les années 1910, elle est membre des Unions chrétiennes de jeunes filles (UCJF). Pendant la guerre, elle entre à la Mission populaire de la Maison verte à Paris où Camille Savary dirige les Unions chrétiennes de jeunes filles. Violette y surveille les études. Elle y rencontre Antoinette Butte avec qui elle commence à organiser le scoutisme féminin en France. Violette Mouchon crée une section d’éclaireuses à l’église libre de Grenelle-Avre puis une autre d’Éclaireuse-Ainés au foyer de la rue Daunou, à Paris.
Elle est commissaire régionale pour le groupe de la Seine au Congrès national du mouvement des éclaireuses à Lyon, en 1920, son totem est Cactus ondulé..
Elle participe à la création de la Fédération française des éclaireuses (FFE) en 1921 lors du congrès d’Épinal. Elle fait partie de l'équipe fondatrice de la FFE, « la Main » — surnommée ainsi en référence aux cinq doigts de la main — qui comprend également Marguerite Walther, Madeleine Beley, Georgette Siegrist, et Renée Sainte-Claire Deville. Elle négocie avec Robert Gamzon pour un rapprochement entre la Fédération française des éclaireuses et les éclaireurs israélites. L'accord signé fin 1926 entérine la création de la branche israélite au sein de la FFE.   
Elle est commissaire nationale de la Fédération française des éclaireuses en 1939 et, à ce titre, elle participe à la création du Comité Inter-Mouvement (CIM), qui réunit cinq mouvements de jeunesses protestantes : éclaireurs unionistes de France, éclaireuses unionistes de France, sections françaises de l'UCJF et de l'UCJG, Fédération française des associations chrétiennes d'étudiants (la « Fédé »). Le 18 octobre 1939, à Bièvres, les responsable du CIM, créent la Cimade (Comité inter-mouvements auprès des évacués) pour venir en aide, notamment, aux populations évacuées d’Alsace et de Lorraine, sous l'impulsion de Suzanne de Dietrich. Madeleine Barot est la secrétaire générale. Violette Mouchon devient présidente de la Cimade en août 1940, à la suite de Jane Pannier, malade. 
Elle quitte la Fédération française des éclaireuses en 1948-1949. Elle voyage en Israël, en 1957, invitée par une éclaireuse israélienne. Puis elle y retourne en 1957, invitée par Denise Gamzon. Elle rend visite à Antoinette Butte, installée dans la Communauté de Pomeyrol qu'elle a fondée à Saint-Étienne-du-Grès. 
À la mort de son amie Denise Sterberg, en 1980, elle s’installe à la Force, dans la maison d’asile de la Fondation John Bost. Elle y meurt le 2 juillet 1985.

## Publications
- Jeanne Merle d'Aubigné, Violette Mouchon et Emile C. Fabre, Les Clandestins de Dieu : CIMADE 1939-1945, Genève, Labor et Fides, 1989 (1re éd. 1968), 221 p. (ISBN 978-2-8309-0588-5, lire en ligne)